# Michael Smith (chemik)
Michael Smith (26. dubna 1932 Blackpool – 4. října 2000 Vancouver) byl kanadský chemik anglického původu, nositel Nobelovy ceny za chemii za rok 1993. Obdržel ji společně s K. B. Mullisem za svou práci v oboru molekulární genetiky. Doktorát získal na Univerzitě Manchester roku 1956. Pak odešel do Vancouceru, kde zprvu pracoval pod vedením H. G. Khorany. Profesorem biochemie na Univerzitě Britské Kolumbie se stal roku 1966.